# Casa de l'Abadia
Casa de l'Abadia és un monument del municipi d'Alcover protegit com a bé cultural d'interès local.

## Descripció
És un edifici de planta baixa i dos pisos. L'estructura original, molt similar a la de la bessona casa Cosme, ha sofert diverses modificacions. A la planta baixa s'ha reformat la porta central, que s'ha convertit en finestra, i s'han obert dues portes rectangulars en el lloc on es trobaven les finestres originals. Al primer pis s'obren dues portes balconeres, centrades, amb llindes coronades per frontó, i dues finestres als costats. El segon pis l'ocupen quatre petites finestres rectangulars. L'obra de la façana és de pedra treballada, amb un escut heràldic de gran qualitat.

## Història
La casa de l'Abadia fou construïda, juntament amb la bessona casa Cosme, per l'arquitecte Pere Blai l'any 1618 per als germans Anton i Pròsper Company, que, una vegada enriquits, havien tornat d'Amèrica. L'estil d'aquests dos edificis va tenir una gran influència a la vila. Als registres d'Alcover de l'any 1682 s'anomena ja a la casa "Abadia". L'escut heràldic de la façana és un dels més importants d'Alcover. Representa probablement, els símbols de diverses famílies locals: un falcó en una mà, una mà estesa i un castell. l'edifici ha sofert diverses modificacions. Els pisos superiors conserven la disposició original, en tant que la planta baixa es va reformar l'any 1950 per fer la sala parroquial.
El 1988 el Servei de patrimoni Arquitectònic de la Generalitat de Catalunya va dur a terme la restauració de les cobertes de l'edifici, sota la direcció de l'arquitecte Joan Figuerola i Mestre.